# Musachit Machijanowitsch Chabibulin
Musachit Machijanowitsch Chabibulin (russisch Музахит Махиянович Хабибулин, wiss. Transliteration Muzachit Machijanovič Chabibulin; * 2. September 1933 in Perm) ist ein ehemaliger sowjetischer Eisschnellläufer.
Chabibulin, der für Spartak Perm startete, nahm von 1960 bis 1968 an internationalen Wettbewerben teil. Dabei kam er bei seiner einzigen Teilnahme an Olympischen Winterspielen im Februar 1964 in Innsbruck auf den zehnten Platz über 5000 m. Er nahm an keiner Weltmeisterschaft sowie Europameisterschaft teil. Seine beste Platzierung bei sowjetischen Mehrkampfmeisterschaften erreichte er im Jahr 1964 mit dem dritten Platz im Großen Vierkampf.

## Persönliche Bestzeiten
| Disziplin | Zeit        | Datum            | Ort           |
| --------- | ----------- | ---------------- | ------------- |
| 500 m     | 42,5 s      | 12. Februar 1964 | Oslo          |
| 1500 m    | 2:08,1 min  | 21. Januar 1967  | Almaty        |
| 3000 m    | 4:33,5 min  | 9. Januar 1965   | Trondheim     |
| 5000 m    | 7:48,1 min  | 21. Januar 1967  | Almaty        |
| 10.000 m  | 16:24,7 min | 1. März 1964     | Jekaterinburg |